# Protocolo de 1893
Protocolo de 1893, denominado em castelhano como Protocolo de límites de 1893 entre Argentina y Chile, também conhecido como Protocolo Errázuriz-Quirno Costa, foi um acordo assinado por Isidoro Errázuriz em nome do Chile e Norberto Camilo Quirno Costa em nome da Argentina em 1 de maio de 1893 em Santiago. Foi assinado para resolver problemas decorrentes da demarcação da fronteira com base no Tratado de 1881.
Este protocolo ratificou o princípio do Chile para o Pacífico e argentina para o Atlântico do qual mais tarde surgiram discrepâncias em relação à fronteira de ambos os oceanos.
As áreas afetadas pelo protocolo foram: o Seno Última Esperanza e a Ilha Grande da Terra do Fogo.

## Antecedentes

Mudanças territoriais surgidas na Terra do Fogo com base no Protocolo de 1893.

### Ilha Grande da Terra do Fogo
O Tratado de 1881 foi feito com pouco conhecimento geográfico da Patagônia e na Ilha Grande da Terra do Fogo uma linha reta foi desenhada do meridiano de Punta Dungeness para tocar o Estreito de Beagle. No entanto, posteriormente, os especialistas descobririam que a baía de São Sebastião da costa atlântica estava parcialmente localizada em território chileno, portanto, a Argentina solicitou a revisão da fronteira e foi fixada do cabo do Espírito Santo para o referido canal.

### Seno Última Esperanza
Além disso, durante a demarcação realizada com base no Tratado de 1881, o especialista Francisco Pascasio Moreno também percebeu que o último "seno" de esperança, que fica a leste dos altos picos dos Andes, é um mar interior de águas profundas com acesso ao Oceano Pacífico. Diante disso, o Chile exige a revisão do limite na área invocando o "espírito do tratado". Diplomatas de ambos os países concordam que "a soberania de cada Estado é absoluta sobre o respectivo litoral, de modo que o Chile não pode reivindicar qualquer ponto sobre o Atlântico, pois a República Argentina não pode reivindicá-lo em direção ao Pacífico", esclarecendo que "se na parte península sul, precisamente o Seno de Última Esperanza, à medida que se aproxima do paralelo 52, a cadeia montanhosa estagiada apareceu entre os canais do Pacífico que existem lá , os especialistas devem providenciar o estudo da terra para estabelecer uma linha divisória que deixe o Chile às margens desses canais".
O limite final na zona da Última Esperança não seria definido até 1902.